# La mujer de la arena
La mujer de la arena (砂の女, Suna no onna, 1962) es una novela del escritor japonés Kōbō Abe, galardonada con el Premio Yomiuri. La novela se centra en la historia de un entomólogo, Jumpei, que, buscando un nuevo espécimen de insecto, queda varado en una aldea perdida en las dunas de una playa. Mediante un engaño, Jumpei es retenido contra su voluntad en la casa de una bella viuda, y en donde es forzado a trabajar a su lado para palear fuera la arena que constantemente se filtra por el techo y las paredes.
El director de cine Hiroshi Teshigahara la hizo película La mujer de la arena en 1964, con el desaparecido Eiji Okada como Jumpei y Kyoko Kishida como la viuda que da título al libro.
- Datos: Q6455599